# دریاچه جینگپو
دریاچه جینگپو (به لاتین: Jingpo Lake) یک دریاچه در چین است که در Ningan County, Heilongjiang واقع شده‌است.